# Budatelke

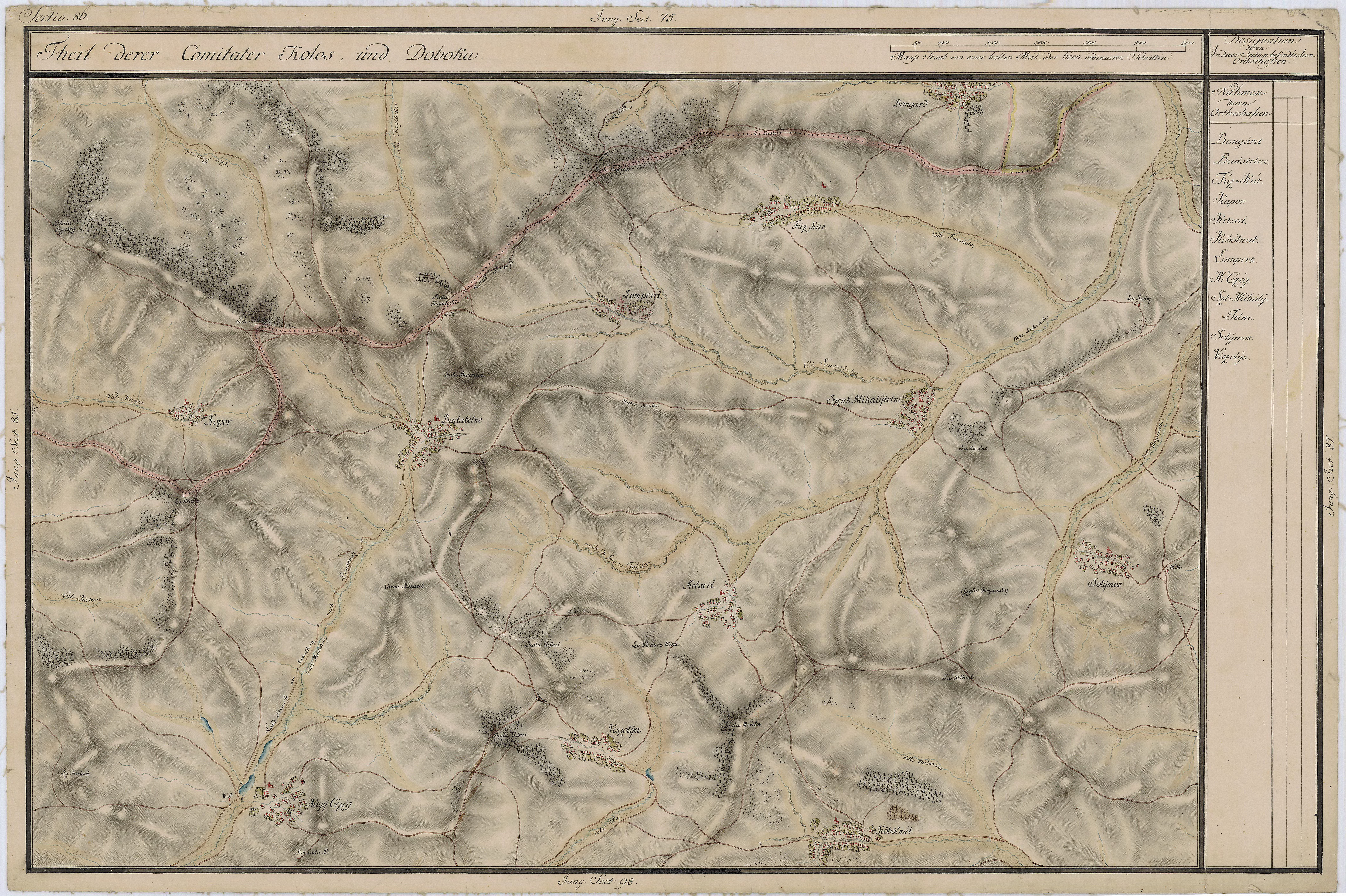
Budatelke egy 1700-as évkből való térképen

Budatelke (románul Budești) település Romániában, Beszterce-Naszód megyében.

## Fekvése
Szamosújvártól délkeletre, Nagysármástól északkeletre, Lompért, Mányik és Nagysármás közt fekvő település.

## Története
A településen a Hallstatti- illetve a Coțofeni-kultúra nyomait tárták fel.
Budatelke nevét 1293-1313 között említette először oklevél Buda néven. 1318-ban Budateleky, 1323-ban Budayghaza, 1329-ben Budateleke, 1330-ban Budatelekey néven írták.
Budatelke 1316 előtt Moys fia Moys birtoka volt, azonban Károly Róbert király a birtokot elkobozta a hűtlenné vált Moys fia Moystól és 1318-ban Omori Gál királyi jegyzőnek és ugróci várnagynak adta Szűz Mária tiszteletére épült templomával együtt, majd 1329-ben a hűtlen Moys fiai: Ellus és Moyus birtokát Hontpázmány nemzetségbeli Pogány Istvánnak adta cserébe, és határát is leíratta. 1330-ban a birtokot Pogány István Beke fia Péternek adta; azzal a kikötéssel, hogy szolgálni tartozik neki. Budatelkét ekkor Dobokában fekvőnek mondták. 1366-ban a kolozsmonostori konvent oklevele szerint Bubek György királynői tárnokmestert iktatták be Budatelke birtokába.
1910-ben 1244 lakosából 1120 román, 97 magyar volt. Ebből 1135 görögkatolikus, 46 római katolikus és 44 református volt.
A trianoni békeszerződés előtt Kolozs vármegye Nagysármási járásához tartozott, a második bécsi döntés után 1944-ig Beszterce-Naszód vármegye része.
1940-ben épült meg a Szászlekence-Budatelke keskenyvágányú vasút.